# August Strindberg
Johan August Strindberg [juhan ogust strind'berj] (Stockholm, 22. siječnja 1849. – Stockholm, 14. svibnja 1912.), švedski književnik, slikar i fotograf. 
Jedan je od najpoznatijih švedskih autora, zacijelo i najplodniji s gotovo sedamdeset svezaka sabranih djela. Smatra se jednim od tvoraca modernoga kazališta.
Rođen kao četvrto od jedanaestero djece siromašnoga trgovca Karla Oskara Strindberga i njegove služavke Eleonore Norling. U svojim autobiografskim djelima, posebice romanu Služavkin sin (Tjenstekvinnans son) svoje je djetinjstvo prikazivao težim no što je uistinu bilo. Radio je kao kućni učitelj, činovnik u telegrafskom uredu, glumac, bibliotekar, novinar, a okušao se i u studiju medicine i alkemiji.
Bio je oženjen s tri žene: Siri von Essen, Frieda Uhl i Harriet Bosse. Njegov odnos prema ženama bio je prilično problematičan, od mišljenja da žene i muškarci imaju ista prava u Brakovima I (Giftas I) do mizoginih stajališta u Brakovima II (Giftas II) i drugim djelima.
Pisao je romane, novele, kratke priče, pjesme, kritike, pisma, ali je najveću vrijednost postigao dramama, posebice onima naturalističkima, na primjer Gospođicom Julijom (Fröken Julie) kojoj prethodi Predgovor (Förord), značajan manifest naturalizma; dok se drame Igra snova (Ett drömspel) i Sablasna sonata (Spöksonaten) smatraju pretečom ekspresionizma.
Tijekom života imao je razne uzore, od Nietzschea i Swedenborga do Shakespearea. Opus mu se (uz određene manjkavosti) može sažeti u tri tematska pravca: kriza u suvremenom društvu što podrazumijeva odnos između muškaraca i žena, obiteljski problemi, moral, hipokrizija, industrijalizacija i urbanizacija, problemi radničke klase… Drugi su povijesne teme, tematizirane prvenstveno u povijesnim dramama o švedskim vladarima i značajnim povijesnim ličnostima. Treći pravac je misticizam i okultizam, gdje je okrenut duhovnim vrijednostima i promišlja o životu i smrti.
1879. izdaje roman Crvena soba (Röda rummet) koji se često naziva prvim švedskim modernim romanom, i dramu Majstor Olof (Mäster Olof). Slijedi još nekoliko dramskih djela, ali kritika ga uporno ne prihvaća. Razočaran kulturnim stanjem u Švedskoj odlazi u Pariz 1883., a odatle u Švicarsku, no brzo se vraća i, iako će imati još nekoliko izleta van Švedske, nadalje će se uglavnom seliti unutar domovine.
Najpoznatije su mu drame naturalističkog ciklusa: Otac (Fadern), Gospođica Julija (Fröken Julie) i Vjerovnici (Fordringsägare). 
Uslijedila je teška psihička kriza koja je postala temeljem nove poetike. Plodovi te, tzv. inferno krize, su: Inferno, Legende, Put u Damask I, II (Till Damaskus I, II), Advent…
Nove je izraze tražio i u dramama: Mrtvački ples (Dödsdansen) kojim prethodi kazalištu apsurda,  Igra snova (Ett Drömspel) kojom najavljuje ekspresionizam, i drugima.
Povijesne je drame pisao po uzoru na Shakespearea; Gustaf Vasa, Karlo XII., Kristina samo su najpoznatije.
U domovini su mu najprihvaćenija djela Ljudi s Hemsöa (Hemsöborna) i Švedske sudbine i pustolovine (Svenska öden och äfventyr).
Dvije zbirke novela Brakovi (Giftas) donijeli su mu reputaciju mizoginog autora.
U posljednjim se proznim djelima, Okultni dnevnik (Oculta dagboken) nadahnjuje Talmudom.
Njegov se opus sastoji od približno šezdeset drama, deset romana, deset zbirki novela i osam tisuća pisama.
Umro je u 63. godini u tzv. Blå Tornetu u Stockholmu, gdje je danas muzej njemu u čast.

## Vanjske poveznice
- Strindberg múzeum
- Strindberg in Ausztria